# Pseudicius courtauldi
Pseudicius courtauldi är en spindelart som beskrevs av William Syer Bristowe 1935. Pseudicius courtauldi ingår i släktet Pseudicius och familjen hoppspindlar. Inga underarter finns listade i Catalogue of Life.